# Obština Suvorovo
Obština Suvorovo (bulharsky Община Суворово) je bulharská jednotka územní samosprávy ve Varenské oblasti. Leží ve východním Bulharsku na jižním úpatí vysočin Dolnodunajské nížiny. Sídlem obštiny je město Suvorovo, kromě něj zahrnuje obština 8 vesnic. Žije zde necelých 9 tisíc obyvatel.

## Sídla
| - Banovo - Černevo - Drăndar | - Izgrev - Kalimanci - Levski | - Nikolaevka - Prosečen - Suvorovo (sídlo správy) |

## Sousední obštiny
| Růžice kompasu | Vălči Dol |                  |          | Růžice kompasu |
| Růžice kompasu | Vetrino   | Sever            | Aksakovo | Růžice kompasu |
| Růžice kompasu | Vetrino   | Obština Suvorovo | Aksakovo | Růžice kompasu |
| Růžice kompasu | Vetrino   | Jih              | Aksakovo | Růžice kompasu |
| Růžice kompasu | Devňa     |                  |          | Růžice kompasu |

## Obyvatelstvo
K 15. březnu 2025 v obštině žilo 8 528 obyvatel a bylo zde trvale hlášeno 7 668 obyvatel. Podle sčítání 7. září 2021 bylo národnostní složení následující:
- Bulhaři: 3 728 (63.9 %)
- Turci: 1 171 (20.1 %)
- Romové: 491 (8.4 %)
- ostatní[p 4]: 444 (7.6 %)

V období 2011 až 2021 v obštině přibylo 504 obyvatel.